# Todd Young
Todd Christopher Young (Lancaster (Pensilvania), 24 de agosto de 1972) es un político estadounidense. Actualmente representada al estado de Indiana en el Senado de ese país. Está afiliado al Partido Republicano.

## Carrera
Entre 1995 y 2000 perteneció al Cuerpo de Marines de los Estados Unidos. En 2001, se radicó en Washington D. C., donde trabajó brevemente para el think tank conservador The Heritage Foundation.
De 2011 a 2017 fue miembro de la Cámara de Representantes de los Estados Unidos por el 9.º distrito congresional de Indiana. 
Fue elegido al 114.º Senado el 8 de noviembre de 2016. Obtuvo 1.423.991 votos (el 52,11 % ), mientras que el demócrata Evan Bayh recibió 1.158.947 (el 42,41 %). Sucedió en ese cargo al también republicano Dan Coats.
Para su campaña al Senado recibió unos 3.000.000 de dólares de la familia Koch y aproximadamente 2.800.000 de la Asociación Nacional del Rifle.